# Henryka Góra
Henryka Góra (niem. Friedrichsberg) – osada w Polsce położona w województwie warmińsko-mazurskim, w powiecie ostródzkim, w gminie Łukta.
W 1974 r. osada należała do sołectwa Mostkowo (gmina Łukta), razem z miejscowościami: PGR Chudy Dwór, PGR Gucin,  PGR Kozia Góra, osada Maronie i wieś Mostkowo.
W latach 1975–1998 miejscowość należała administracyjnie do województwa olsztyńskiego.
Obecnie w miejscowości nie ma zabudowy.